# Jiangkou (socken i Kina, Hunan, lat 25,61, long 112,93)
Jiangkou (kinesiska: 江口, 江口乡) är en socken i Kina. Den ligger i provinsen Hunan, i den södra delen av landet, omkring 290 kilometer söder om provinshuvudstaden Changsha.
Genomsnittlig årsnederbörd är 1 843 millimeter. Den regnigaste månaden är augusti, med i genomsnitt 268 mm nederbörd, och den torraste är oktober, med 37 mm nederbörd.